# 基皮亞奇卡 (米羅諾夫卡區)
49°49′30″N 31°3′36″E / 49.82500°N 31.06000°E
基普亞奇卡（烏克蘭語：Кип'ячка）是位於烏克蘭北部的村莊，由基辅州奧布希夫區的米羅尼夫卡市鎮負責管轄。該村始建於1600年，面積30.7平方公里，海拔高度129米，2001年人口744，人口密度每平方公里24.2人。